# Isobel Hogg Kerr Beattie
Isobel Hogg Kerr Beattie, née le 25 août 1900 et morte le 13 juillet 1970, est possiblement la première femme en Écosse à pratiquer régulièrement l'architecture.

## Jeunesse
Beattie est née en 1900 de Lewis Beattie et Alice Walker Kerr, qui sont agriculteurs. Elle est diplômée du Edinburgh College of Art (1921–1926).

## Carrière
Beattie travaille un temps dans un cabinet avant de pratiquer indépendamment de 1928 à 1929. Elle est ensuite retournée au College of Art où elle obtient un nouveau diplôme. Elle est admise en tant qu'associée du Royal Institute of British Architects en 1931 alors qu'elle travaille à Édimbourg avec le cabinet Jamieson & Arnott. Elle a ensuite déménagé à Dumfries, y travaillant probablement de manière indépendante ; elle a travaillé dans une pièce d'un bureau d'architecture de Castle Street, Dumfries.

## Mort et héritage
Elle est décédée à Applegarth en 1970 des suites d'une maladie. Le National Monuments Record of Scotland possède une collection de diapositives liées à son travail.